# Talassa
Ne doit pas être confondu avec Thalassa.
Talassa est une commune de la wilaya de Chlef en Algérie, située à 69km au nord-ouest de Chlef.

## Géographie

### Situation
Talassa est située au cœur de la Dhahra au pied du massif très boisé de l'Oued Roumane.

## Toponymie
Probablement du tamazight Talssast ⵜⴰⵍⵙⴰⵙⵜ une parcelle (de terre).

## Histoire
La présence romaine est attestée par plusieurs vestiges dont :
- le palais romain de Boukirate
- les tombeaux romains de sidi Mohamed Ben Ziane
- l'aqueduc d'Aghbal
- la présence de tombeaux étranges près d'El-Houassenia au sud du village de Talassa au lieu-dit Dar-El-Mouta et d'un grand cimetière appelé -Hay-Zitoun- ex- scoopo

## Sources, notes et références
1. ↑  « Wilaya de Chlef : répartition de la population résidente des ménages ordinaires et collectifs, selon la commune de résidence et la dispersion ». Données du recensement général de la population et de l'habitat de 2008 sur le site de l'ONS.